# Jaffna (district)

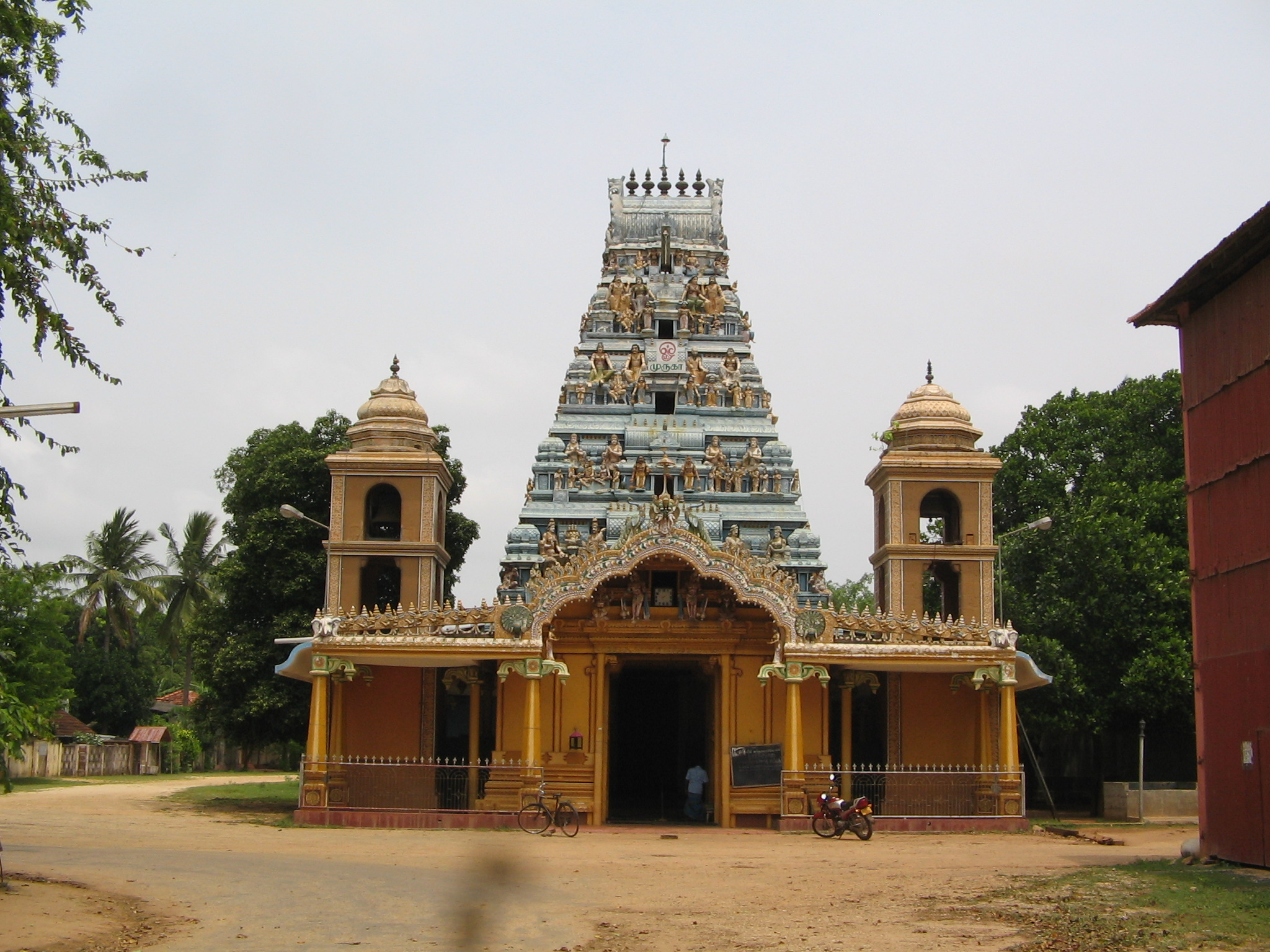
Tempel in Inuvil

Jaffna (Singalees: Yāpanaya; Tamil: Yā̮lppāṇam) is een district in de Noordelijke Provincie van Sri Lanka. Jaffna heeft een oppervlakte van 1025 km² en telde in 2012 583.882 inwoners. De hoofdstad is de stad Jaffna.
Het district omvat het schiereiland Jaffna.

## Bevolking
Volgens de volkstelling van 2012 telt het district Jaffna 583.882 inwoners, een toename vergeleken met 490.621 inwoners in 2001. In 1981 leefden er nog 738.788 mensen in het district, maar vanwege de Sri Lankaanse Burgeroorlog was een groot deel van de bevolking gevlucht of ontheemd.
De meerderheid van de bevolking leeft op het platteland (80%). De urbanisatiegraad bedraagt net 20%.

#### Etniciteit en religie
De bevolking van Jaffna bestaat nagenoeg uitsluitend uit Tamils (99%). De meeste inwoners zijn hindoeïstisch (83%) of christen (16%).
Centrale Provincie (Kandy · Matale · Nuwara Eliya) · Oostelijke Provincie (Ampara · Batticaloa · Trincomalee) · Noordelijke Centrale Provincie (Anuradhapura · Polonnaruwa) · Noordelijke Provincie (Jaffna · Kilinochchi · Mannar · Mullaitivu · Vavuniya) · Noordwestelijke Provincie (Kurunegala · Puttalam) · Sabaragamuwa (Kegalle · Ratnapura) · Uva (Badulla · Moneragala) · Westelijke Provincie (Colombo · Gampaha · Kalutara) · Zuidelijke Provincie (Galle · Hambantota · Matara)